# 비숍 박물관

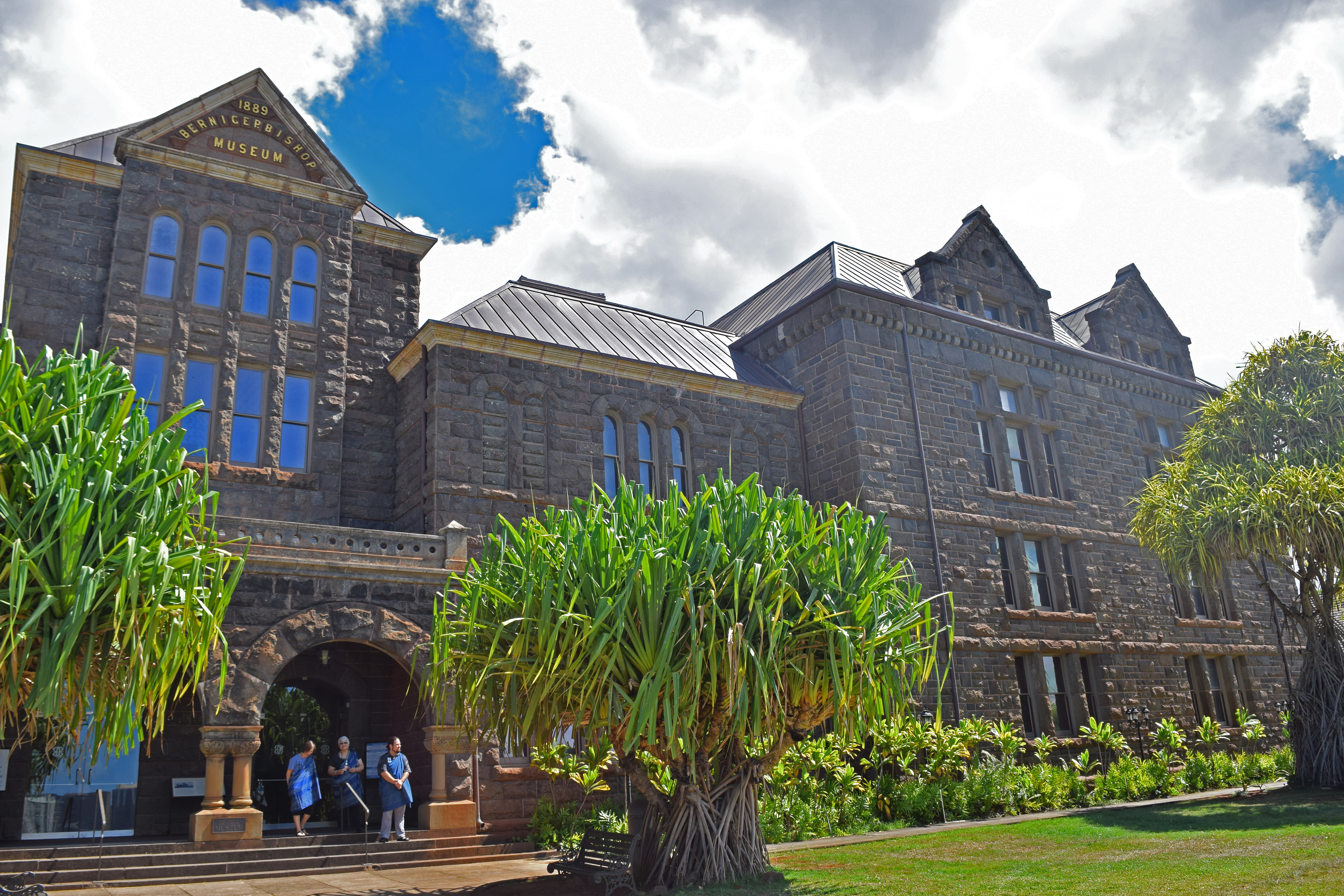

비숍 박물관(Bishop Museum, 다른 이름: Bernice Pauahi Bishop Museum 또는 Hawaiʻi State Museum of Natural and Cultural History)은 하와이 최대이자 미국 5대 박물관 중의 하나로 꼽는 박물관이다. 설립자는 찰스 비숍으로 그의 아내 파우하이를 추모하기 위하여 1889년에 세웠다고 한다. 박물관은 전체 3층으로 되어 있고 태평양 폴리네시아 제도권의 문화, 역사, 과학, 인종에 관한 희귀 소장품과 선사시대 폴리네시아인의 유물이 전시되어 있다.한국·일본·중국·필리핀 등 각국의 이민사를 시대별로 확인할 수 있고, 해양과 천체우주 과학분야에도 독자적으로 앞서고 있다. 와이키키에서 8㎞ 정도 떨어진 곳에 있다. 비숍 박물관은 매일 오전 9:00시부터 오후 5:00시까지 운영된다.